# 馬爾伊夫卡 (斯維爾德洛夫斯克區)
47°57′56″N 39°24′43″E / 47.96556°N 39.41194°E
馬爾伊夫卡（烏克蘭語：Мар'ївка）是位於烏克蘭東部的村莊，由盧甘斯克州多夫然斯克區的多夫然斯克市鎮負責管轄。該村始建於1845年，面積17.4平方公里，海拔高度125米，2001年人口177，人口密度每平方公里10.2人。